# Campionati asiatici di sollevamento pesi
I Campionati asiatici di sollevamento pesi (Asian Weightlifting Championships) sono le competizioni che assegnano i titoli asiatici nello sport del sollevamento pesi. La prima edizione si disputò nel 1957 e fino al 1965 fu organizzata per tre edizioni dall'International Weightlifting Federation in concomitanza per due edizioni con i campionati mondiali del 1957 e del 1965, per una edizione con i campionati mondiali femminili del 1988 e per una edizione con i Giochi olimpici di Tokyo del 1964, che valevano anch'essi come campionato mondiale; dal 1971 è organizzata dall'Asian Weightlifting Federation per un totale di 52 edizioni maschili e 33 femminili.
Dal 1988 si tiene anche la competizione femminile: dal 1989 e fino al 1993 è organizzata separatamente in sedi diverse; dal 1995 è unificata. Oggi i campionati asiatici si disputano annualmente (con le eccezioni del 2006, 2014 e 2018, in cui i campionati non si disputarono, e del 2020, rinviato all'anno seguente) e si svolgono anche negli anni olimpici: in nove occasioni (1974, 1978, 1982, 1986, 1990, 1994, 1998, 2002 e 2010) il torneo di sollevamento pesi dei Giochi asiatici assegnava anche il titolo continentale.
Nel 2008 i campionati asiatici furono il torneo ufficiale di qualificazione per i Giochi olimpici di Pechino. Nel 2025 la 53ª edizione maschile e la 34ª femminile si svolgerà a Jiangshan, in Cina; nel 2026 si svolgerà a Gandhinagar, in India.

## Titoli in palio
Ai campionati asiatici fino all'edizione del 2025 vengono assegnati 20 titoli nel totale dell'esercizio (60 considerando anche le due specialità, lo strappo e lo slancio) in 10 categorie maschili e 10 femminili, sotto elencate.
Categorie maschili
| Categoria            | Eventi         |
| -------------------- | -------------- |
| Pesi mosca           | Fino a 55 kg   |
| Pesi gallo           | Fino a 61 kg   |
| Pesi piuma           | Fino a 67 kg   |
| Pesi leggeri         | Fino a 73 kg   |
| Pesi medi            | Fino a 81 kg   |
| Pesi massimi leggeri | Fino a 89 kg   |
| Pesi mediomassimi    | Fino a 96 kg   |
| Pesi massimi primi   | Fino a 102 kg  |
| Pesi massimi         | Fino a 109 kg  |
| Pesi supermassimi    | Oltre i 109 kg |

Categorie femminili
| Categoria            | Eventi          |
| -------------------- | --------------- |
| Pesi mosca           | Fino a 45 kg    |
| Pesi gallo           | Fino a 49 kg    |
| Pesi piuma           | Fino a 55 kg    |
| Pesi leggeri         | Fino a 59 kg    |
| Pesi medi            | Fino a 64 kg    |
| Pesi massimi leggeri | Fino a 71 kg    |
| Pesi mediomassimi    | Fino a 76 kg    |
| Pesi massimi primi   | Fino a 81 kg    |
| Pesi massimi         | Fino a 87 kg    |
| Pesi supermassimi    | Oltre gli 87 kg |

Per la decisione dell'IWF del 3 dicembre 2024, a partire dal 1º giugno 2025 – e quindi, per effetto di tale decisione, a partire dagli asiatici del 2026 – si tornano ad assegnare 16 titoli asiatici, 8 maschili e 8 femminili, con la riorganizzazione dei limiti di peso: le categorie escluse sono i pesi mosca e i pesi massimi primi, maschili e femminili.
Categorie maschili
| Categoria            | Eventi         |
| -------------------- | -------------- |
| Pesi gallo           | Fino a 60 kg   |
| Pesi piuma           | Fino a 65 kg   |
| Pesi leggeri         | Fino a 71 kg   |
| Pesi medi            | Fino a 79 kg   |
| Pesi massimi leggeri | Fino a 88 kg   |
| Pesi mediomassimi    | Fino a 98 kg   |
| Pesi massimi         | Fino a 110 kg  |
| Pesi supermassimi    | Oltre i 110 kg |

Categorie femminili
| Categoria            | Eventi          |
| -------------------- | --------------- |
| Pesi gallo           | Fino a 48 kg    |
| Pesi piuma           | Fino a 53 kg    |
| Pesi leggeri         | Fino a 58 kg    |
| Pesi medi            | Fino a 63 kg    |
| Pesi massimi leggeri | Fino a 69 kg    |
| Pesi mediomassimi    | Fino a 77 kg    |
| Pesi massimi         | Fino a 86 kg    |
| Pesi supermassimi    | Oltre gli 86 kg |

## Edizioni

### Maschili
| N. | Anno | Date                      | Città e nazione ospitante | Disc. | Atleti | Naz. |
| -- | ---- | ------------------------- | ------------------------- | ----- | ------ | ---- |
| 1  | 1957 | 8–12 novembre             | Teheran Iran              | 7     | 31     | 7    |
| 2  | 1964 | 11–18 ottobre             | Tokyo Giappone            | 7     | 50     | 11   |
| 3  | 1965 | 27 ottobre – 3 novembre   | Teheran Iran              | 7     | 31     | 8    |
| —  | 1967 | 14–21 ottobre             | Tokyo Giappone            | —     | —      | —    |
| 4  | 1971 | 9–11 ottobre              | Manila Filippine          | 9     | 27     | 7    |
| 5  | 1973 | —                         | Tel Aviv Israele          | —     | —      | —    |
| 6  | 1974 | 2–5 settembre             | Teheran Iran              | 27    |        |      |
| 7  | 1975 | —                         | Tel Aviv Israele          | —     | —      | —    |
| 8  | 1976 | 10–12 aprile              | Bangkok Thailandia        | 27    | 28     | 8    |
| 9  | 1977 | 3–6 maggio                | Baghdad Iraq              |       |        |      |
| 10 | 1978 | 10–16 dicembre            | Bangkok Thailandia        | 10    |        |      |
| 11 | 1979 | 15–17 agosto              | Tokyo Giappone            | 30    | 36     | 7    |
| 12 | 1980 | 22–25 aprile              | Seul Corea del Sud        | 30    | 34     | 7    |
| 13 | 1981 | 16–19 agosto              | Nagoya Giappone           | 30    | 36     | 8    |
| 14 | 1982 | 20–29 novembre            | Nuova Delhi India         | 10    |        |      |
| 15 | 1983 | 13–19 agosto              | Damasco Siria             | 30    | 37     | 9    |
| 16 | 1984 | 7–10 novembre             | Tabriz Iran               | 10    | 29     | 6    |
| 17 | 1985 | 15–20 aprile              | Jiangxi Cina              | 30    | 42     | 7    |
| 18 | 1986 | 21 settembre – 1º ottobre | Seul Corea del Sud        | 10    | 63     | 11   |
| 19 | 1987 | 17–19 aprile              | Ageo Giappone             | 30    | 41     | 6    |
| 20 | 1988 | 15–20 giugno              | Shilong Cina              | 30    | 40     | 7    |
| 21 | 1989 |                           | Teheran Iran              |       |        |      |
| 22 | 1990 | 23 settembre – 1º ottobre | Pechino Cina              | 10    |        |      |
| 23 | 1991 | 20–23 dicembre            | Kamisu Giappone           | 30    | 39     | 8    |
| 24 | 1992 | 11–15 aprile              | Fuzhou Cina               | 30    | 40     | 10   |
| 25 | 1993 | 14–20 febbraio            | Tabriz Iran               | 10    | 34     | 6    |
| 26 | 1994 | 3–10 ottobre              | Hiroshima Giappone        | 10    |        |      |
| 27 | 1995 | 3–8 luglio                | Busan Corea del Sud       | 57    |        |      |
| 28 | 1996 | 4–9 aprile                | Yachiyo Giappone          | 57    |        |      |
| 29 | 1997 | 8–14 luglio               | Yangzhou Cina             | 57    |        |      |
| 30 | 1998 | 7–14 dicembre             | Bangkok Thailandia        | 8     |        |      |
| 31 | 1999 | 29 agosto – 5 settembre   | Wuhan Cina                | 45    |        |      |
| 32 | 2000 | 3–6 maggio                | Osaka Giappone            | 45    |        |      |
| 33 | 2001 | 13–17 luglio              | Jeonju Corea del Sud      | 45    |        |      |
| 34 | 2002 | 30 settembre – 10 ottobre | Busan Corea del Sud       | 8     |        |      |
| 35 | 2003 | 10–14 settembre           | Qinhuangdao Cina          | 45    |        |      |
| 36 | 2004 | 7–12 aprile               | Almaty Kazakistan         | 45    |        |      |
| 37 | 2005 | 23 settembre – 1º ottobre | Dubai Emirati Arabi Uniti | 45    |        |      |
| 38 | 2007 | 17–28 aprile              | Tai'an Cina               | 45    |        |      |
| 39 | 2008 | 26 aprile – 5 maggio      | Kanazawa Giappone         | 45    |        |      |
| 40 | 2009 | 11–15 maggio              | Taldyqorǵan Kazakistan    | 45    |        |      |
| 41 | 2010 | 13–19 novembre            | Busan Corea del Sud       | 8     |        |      |
| 42 | 2011 | 13–17 aprile              | Tongling Cina             | 45    |        |      |
| 43 | 2012 | 24–30 aprile              | Pyeongtaek Corea del Sud  | 45    |        |      |
| 44 | 2013 | 21–26 giugno              | Astana Kazakistan         | 45    |        |      |
| 45 | 2015 | 3–12 settembre            | Phuket Thailandia         | 45    |        |      |
| 46 | 2016 | 22–30 aprile              | Tashkent Uzbekistan       | 45    |        |      |
| 47 | 2017 | 23–29 aprile              | Aşgabat Turkmenistan      | 45    |        |      |
| 48 | 2019 | 20–28 aprile              | Ningbo Cina               | 60    |        |      |
| —  | 2020 | 18–25 aprile              | Tashkent Uzbekistan       | —     | —      | —    |
| 49 | 2021 | 16–25 aprile              | Tashkent Uzbekistan       | 60    |        |      |
| 50 | 2022 | 6–16 ottobre              | Manama Bahrein            | 60    |        |      |
| 51 | 2023 | 5–13 maggio               | Jinju Corea del Sud       | 60    |        |      |
| 52 | 2024 | 3–10 febbraio             | Tashkent Uzbekistan       | 60    |        |      |
| 53 | 2025 | 9–15 maggio               | Jiangshan Cina            | 60    |        |      |
| 54 | 2026 | da stabilire              | Gandhinagar India         | 48    |        |      |

### Femminili
| N. | Anno | Date                      | Città e nazione ospitante | Disc. | Atleti | Naz. |
| -- | ---- | ------------------------- | ------------------------- | ----- | ------ | ---- |
| 1  | 1988 | 2–4 dicembre              | Giacarta Indonesia        | 27    | 31     | 5    |
| 2  | 1989 | 22–24 dicembre            | Shanghai Cina             | 27    | 35     | 8    |
| 3  | 1990 | 23 settembre – 1º ottobre | Pechino Cina              | 9     |        |      |
| 4  | 1991 | 24–30 agosto              | Manado Indonesia          | 27    | 31     | 8    |
| 5  | 1992 | 21–23 dicembre            | Chiang Mai Thailandia     | 27    | 30     | 8    |
| 6  | 1993 | 15–19 dicembre            | Shilong Cina              | 27    | 31     | 6    |
| 7  | 1994 | 3–10 ottobre              | Hiroshima Giappone        | 9     |        |      |
| 8  | 1995 | 3–8 luglio                | Busan Corea del Sud       | 57    |        |      |
| 9  | 1996 | 4–9 aprile                | Yachiyo Giappone          | 57    |        |      |
| 10 | 1997 | 8–14 aprile               | Yangzhou Cina             | 57    |        |      |
| 11 | 1998 | 7–14 dicembre             | Bangkok Thailandia        | 7     |        |      |
| 12 | 1999 | 29 agosto – 5 settembre   | Wuhan Cina                | 45    |        |      |
| 13 | 2000 | 3–6 maggio                | Osaka Giappone            | 45    |        |      |
| 14 | 2001 | 13–17 luglio              | Jeonju Corea del Sud      | 45    |        |      |
| 15 | 2002 | 30 settembre – 10 ottobre | Busan Corea del Sud       | 7     |        |      |
| 16 | 2003 | 10–14 settembre           | Qinhuangdao Cina          | 45    |        |      |
| 17 | 2004 | 7–12 aprile               | Almaty Kazakistan         | 45    |        |      |
| 18 | 2005 | 23 settembre – 1º ottobre | Dubai Emirati Arabi Uniti | 45    |        |      |
| 19 | 2007 | 17–28 aprile              | Tai'an Cina               | 45    |        |      |
| 20 | 2008 | 26 aprile – 5 maggio      | Kanazawa Giappone         | 45    |        |      |
| 21 | 2009 | 11–15 maggio              | Taldyqorǵan Kazakistan    | 45    |        |      |
| 22 | 2010 | 13–19 novembre            | Busan Corea del Sud       | 7     |        |      |
| 23 | 2011 | 13–17 aprile              | Tongling Cina             | 45    |        |      |
| 24 | 2012 | 24–30 aprile              | Pyeongtaek Corea del Sud  | 45    |        |      |
| 25 | 2013 | 21–26 giugno              | Astana Kazakistan         | 45    |        |      |
| 26 | 2015 | 3–12 settembre            | Phuket Thailandia         | 45    |        |      |
| 27 | 2016 | 22–30 aprile              | Tashkent Uzbekistan       | 45    |        |      |
| 28 | 2017 | 23–29 aprile              | Aşgabat Turkmenistan      | 45    |        |      |
| 29 | 2019 | 20–28 aprile              | Ningbo Cina               | 60    |        |      |
| —  | 2020 | 18–25 aprile              | Tashkent Uzbekistan       | —     | —      | —    |
| 30 | 2021 | 16–25 aprile              | Tashkent Uzbekistan       | 60    |        |      |
| 31 | 2022 | 6–16 ottobre              | Manama Bahrein            | 60    |        |      |
| 32 | 2023 | 5–13 maggio               | Jinju Corea del Sud       | 60    |        |      |
| 33 | 2024 | 3–10 febbraio             | Tashkent Uzbekistan       | 60    |        |      |
| 34 | 2025 | 9–15 maggio               | Jiangshan Cina            | 60    |        |      |
| 35 | 2026 | da stabilire              | Gandhinagar India         | 48    |        |      |